# Obernberg am Inn
Obernberg am Inn je městys v rakouské spolkové zemi Horní Rakousy, v okrese Ried. Přes řeku Inn sousedí s Německem.

## Počet obyvatel
K 1. lednu 2014 zde žilo 1 470 obyvatel.

## politika

### Starostové
- do roku 2009 Wolfgang Schleich (ÖVP)
- 2009–2014 Stefan Fattinger (ÖVP)
- od roku 2014 Martin Bruckbauer (BOMB)